# Akasaka

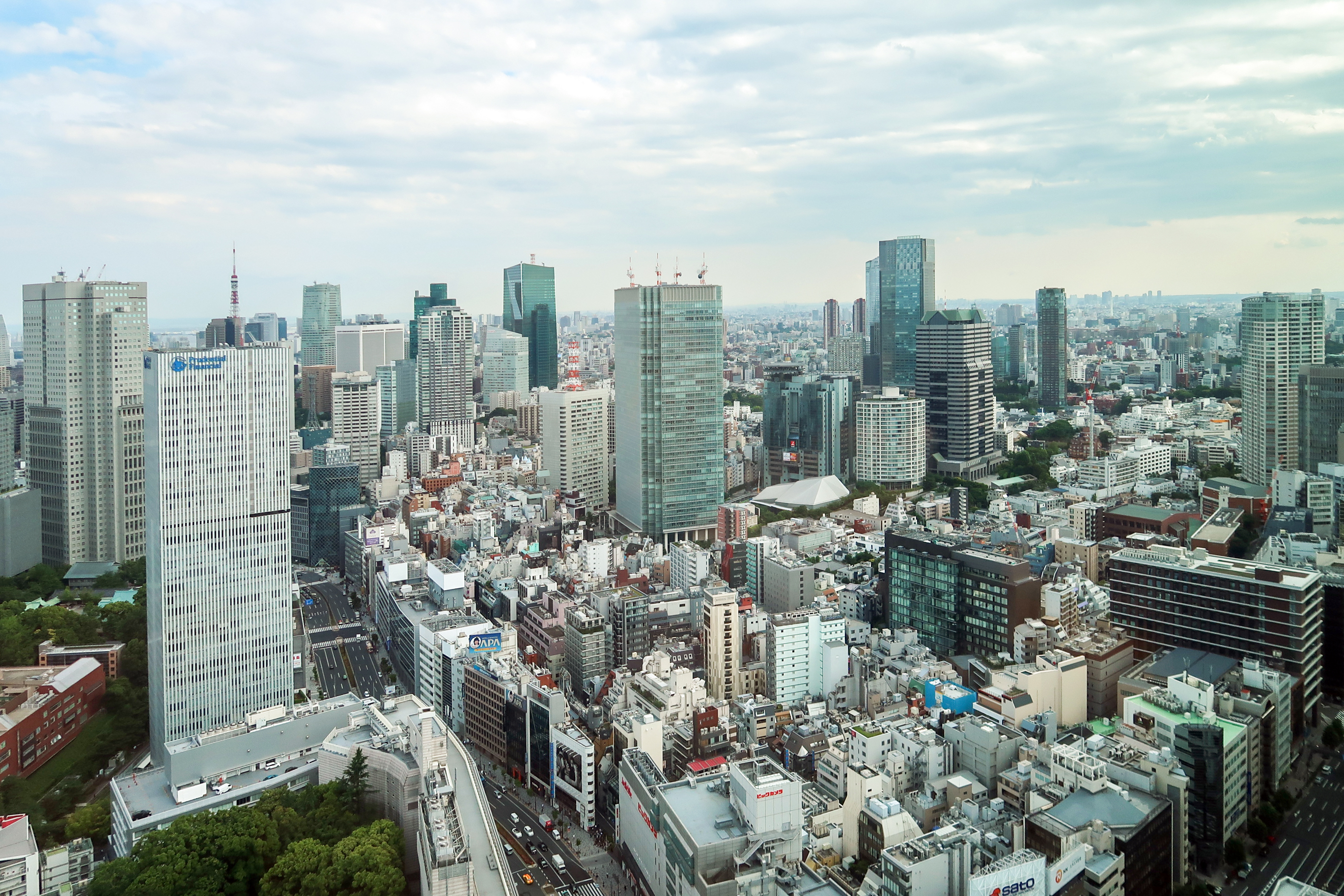
Akasaka

Akasaka (赤坂) é um bairro residencial e comercial japonês do distrito de Minato, em Tóquio.  
Por estar localizado á oeste do centro administrativo do governo japonês, o bairro possui a sede das embaixadas dos Estados Unidos, México, Camboja, Canadá, Iraque, Espanha, Síria e San Marino, emissoras de televisão, jornais e empresas. 
Akasaka (incluindo a área vizinha de Aoyama) foi uma divisão administrativa da Cidade de Tóquio entre os anos de 1878 a 1947, e mantém uma sede do governo de Minato. Roppongi é um dos distritos vizinhos de Akasaka.

## História
Durante o período Edo, senhores feudais se instalaram na região para proteger o lado ocidental do Castelo Edo de possíveis ataques, cuja topografia de Akasaka tornou a região um ponto de vista natural. A presença desses senhores feudais e sua comitiva atraíram comerciantes, e a área de Akasaka-Mitsuke e nas proximidades de Tameike-Sanno se tornaram um movimentado distrito comercial. Com a Restauração Meiji e o retorno do poder ao imperador, os senhores feudais e seus retentores foram substituídos por políticos, funcionários públicos e militares, atraindo casas de gueixas e ryotei (restaurantes chiques ao estilo japonês). Grande parte de Akasaka foi destruída nos ataques aéreos da Segunda Guerra Mundial, mas sua importância histórica para Tóquio, bem como sua proximidade com a sede da Dieta Nacional, significounuma rápida recuperação e reconstrução da área. Tendo superado o brilho conferido pela bolha dos anos 1980, Akasaka hoje tem uma imagem sofisticada e refinada, e é um dos lugares mais caros para se viver na capital.

## Atrações turísticas
- Akasaka Sacas
- Ark Hills e Suntory Hall
- Santuário Hikawa
- Santuário Nogi
- Tokyo Midtown - complexo de arranha-céus mais altos de Tóquio atualmente.
- Residência de Takahashi Korekiyo e parque memorial.
- Mansão Riki, casa de Rikidozan

- Palácio de Akasaka (hospedaria estadual)
- Residência do Palácio de Togu do Príncipe Herdeiro do Japão

## Empresas com sede em Akasaka
- DefSTAR Records 4-5 Akasaka [2]
- EMI Music Japan 5-3-1 Akasaka [3]
- Epic Records Japan 9-6-35 Akasaka [4]
- Fujifilm [5]
- Fuji Xerox [6]
- Hazama Ando [7]
- Hudson Soft [8]
- JETRO (Organização de Comércio Exterior do Japão) -1-12-32 Akasaka [9]
- Johnny & Associates 8-11-20 Akasaka
- Ki / oon Records: Igual à Epic Records Japan [10]
- Kaneka Corporation [11]
- Komatsu 2-3-6 Akasaka [12]
- Sigma Seven 2-16-8 Akasaka [13]
- Tokyo Broadcasting System Holdings, Inc. 5-3-6 Akasaka [14]
  - Tokyo Broadcasting System Television, Inc.
  - TBS Radio & Communications, Inc.
  - BS-TBS, Inc.
  - C-TBS, Inc.
- Confeitaria Toraya [15]
- Universal Music Japan LLC 8-5-30 Akasaka [16]
- Wa Group Japão 4-3-27 Akasaka [17]
- Geneon Universal Entertainment 5-2-20 Akasaka [18]
- WOWOW (Edifício do Parque Akasaka) [19] [20]

Anteriormente, a Jaleco Holding tinha sua sede no Akasaka DS Building (赤坂DSビル, Akasaka DS Biru)  em Akasaka.  
- Becton, Dickinson and Company 4-15-1 Akasaka [23]
- Clifford Chance [24]
- Iran Air [25]
- ING 4-1 Akasaka [26]
- Milbank Tweed [27]
- Thomson Reuters [28]
- GlaxoSmithKline Japão [29]

## Transporte

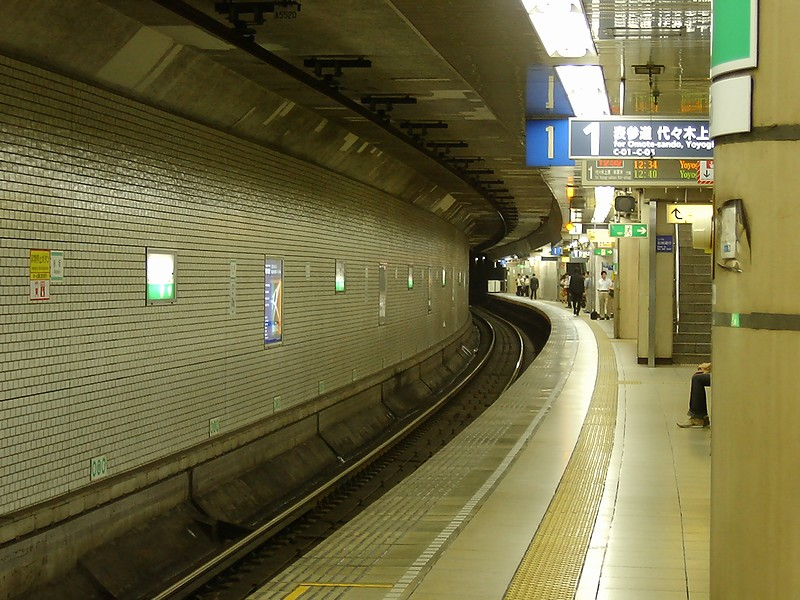
Uma plataforma da estação Akasaka

### Ferrovias
- Estação Akasaka (linha Chiyoda do metrô de Tóquio)
- Estação Akasaka-mitsuke (Metrô de Tóquio: Linha Ginza, Linha Marunouchi, conectada à Estação Nagatacho através de passagens subterrâneas)
- Estação Nagatacho ( linha Hanzomon do metrô de Tóquio, linha Yurakucho do metrô de Tóquio. Linha Namboku do metrô de Tóquio, conectada à estação Akasaka-mitsuke por meio de passagens)
- Estação Aoyama-itchōme (linha Hanzomon do metrô de Tóquio, linha Ginza do metrô de Tóquio, linha Toei Oedo )
- Estação Nogizaka (linha Chiyoda do metrô de Tóquio)
- Estação Tameike-Sannō (Metrô de Tóquio: Linha Ginza, Linha Namboku, conectada à Estação Kokkai-gijidomae por meio de passagens)

## Educação

### Escolas
As escolas de ensino fundamental e médio públicas de Akasaka são administradas pelo Minato City Board of Education (  em inglês,  em japonês).
A Akasaka High School era administrada pelo Conselho de Educação do Governo Metropolitano de Tóquio . Fechou em março de 2009. Ela foi reaberta no mês seguinte como o campus Aoyama da Escola Secundária Ota Sakuradai.
A Third Junior & Senior High School da Nihon University ficava anteriormente em Akasaka, mas mudou-se para Machida em 1976. 

### Bibliotecas
A Biblioteca Akasaka mudou-se para um novo prédio em 2007, perto do Parque Aoba e da estação de metrô Aoyama-itchome.

## Galeria de Imagens

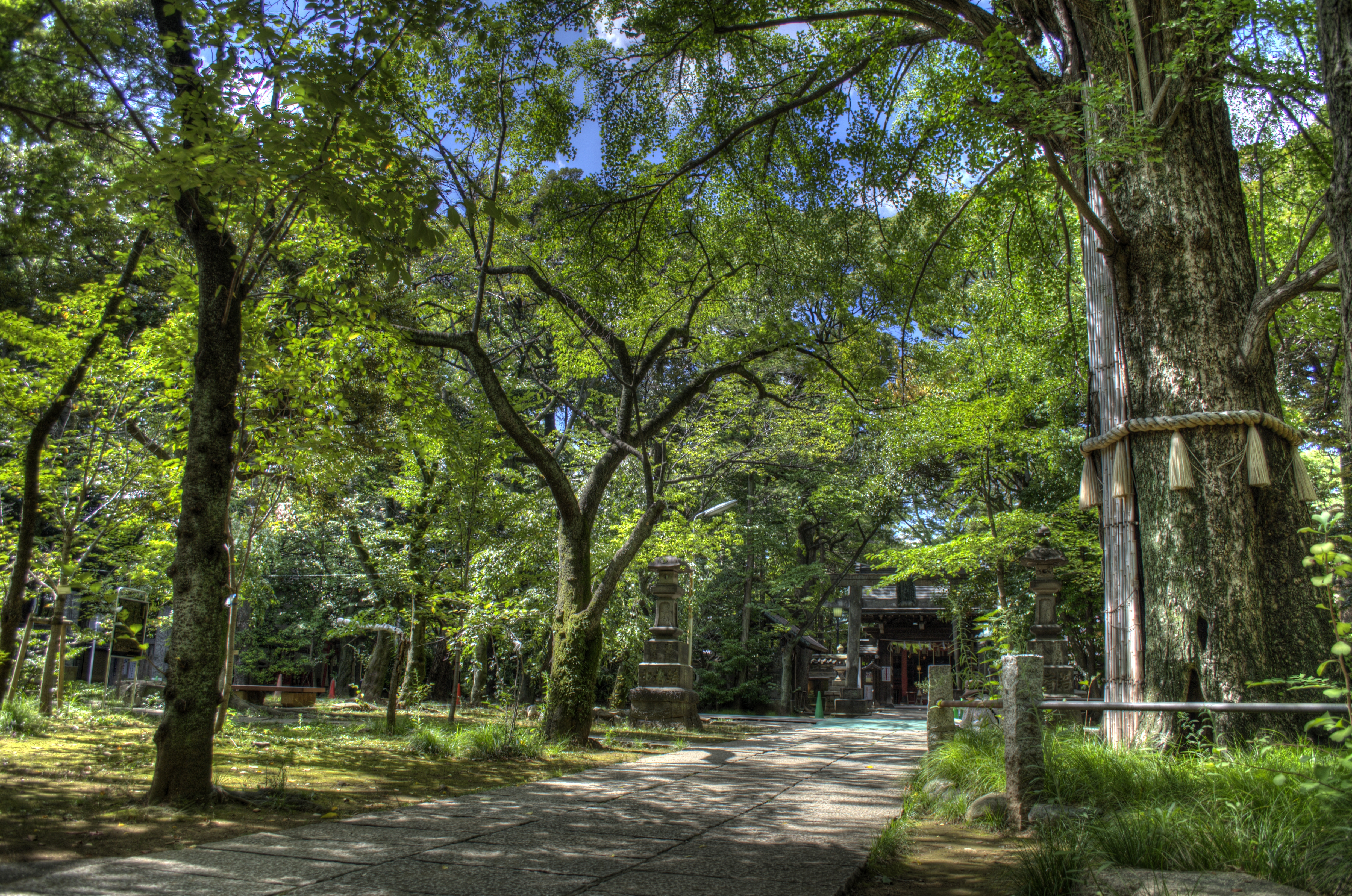
Santuário Hikawa em Akasaka
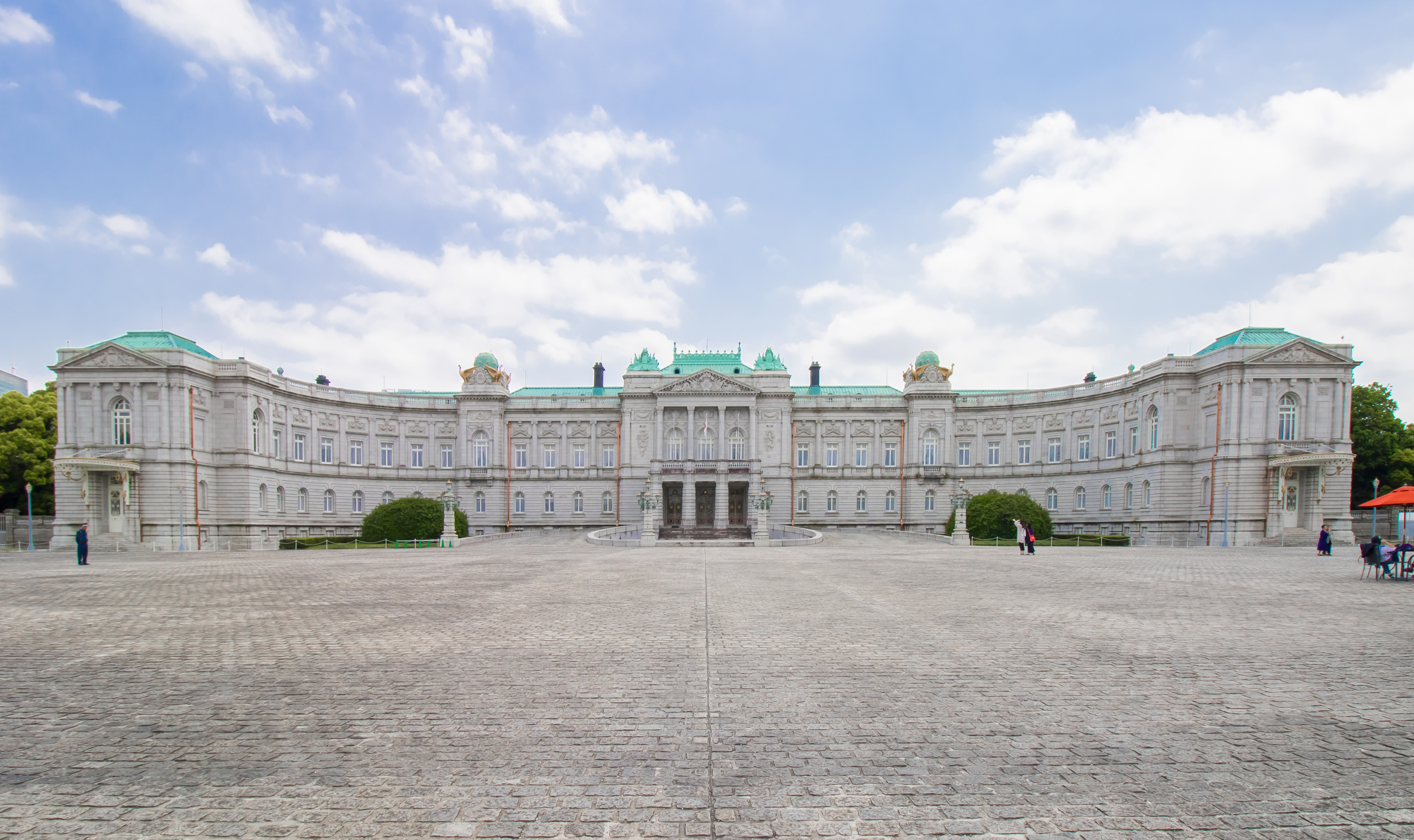
Palácio de Akasaka
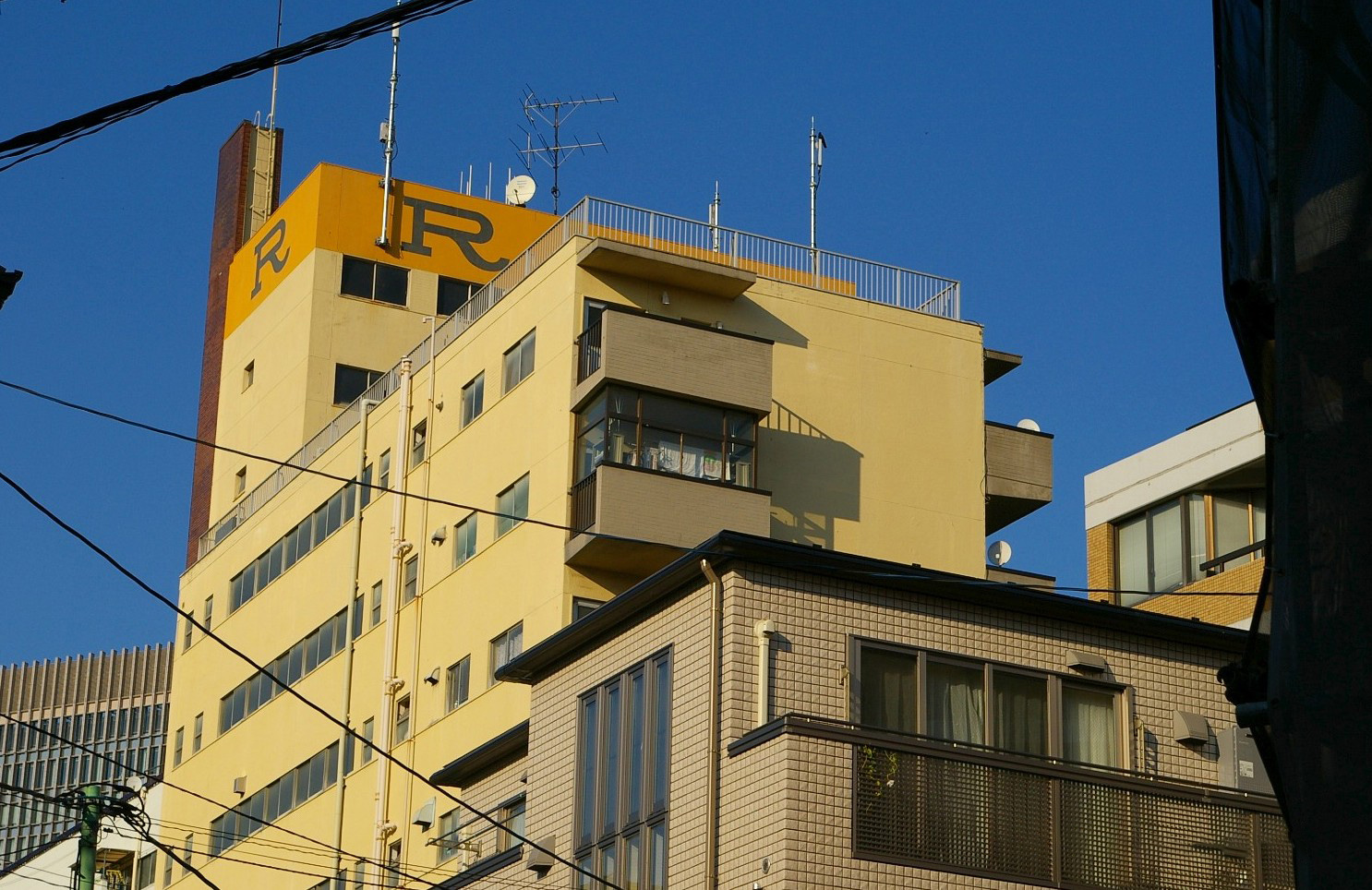
Apartamento de Rikidozan, chamado de "Mansão Riki", em 2007.
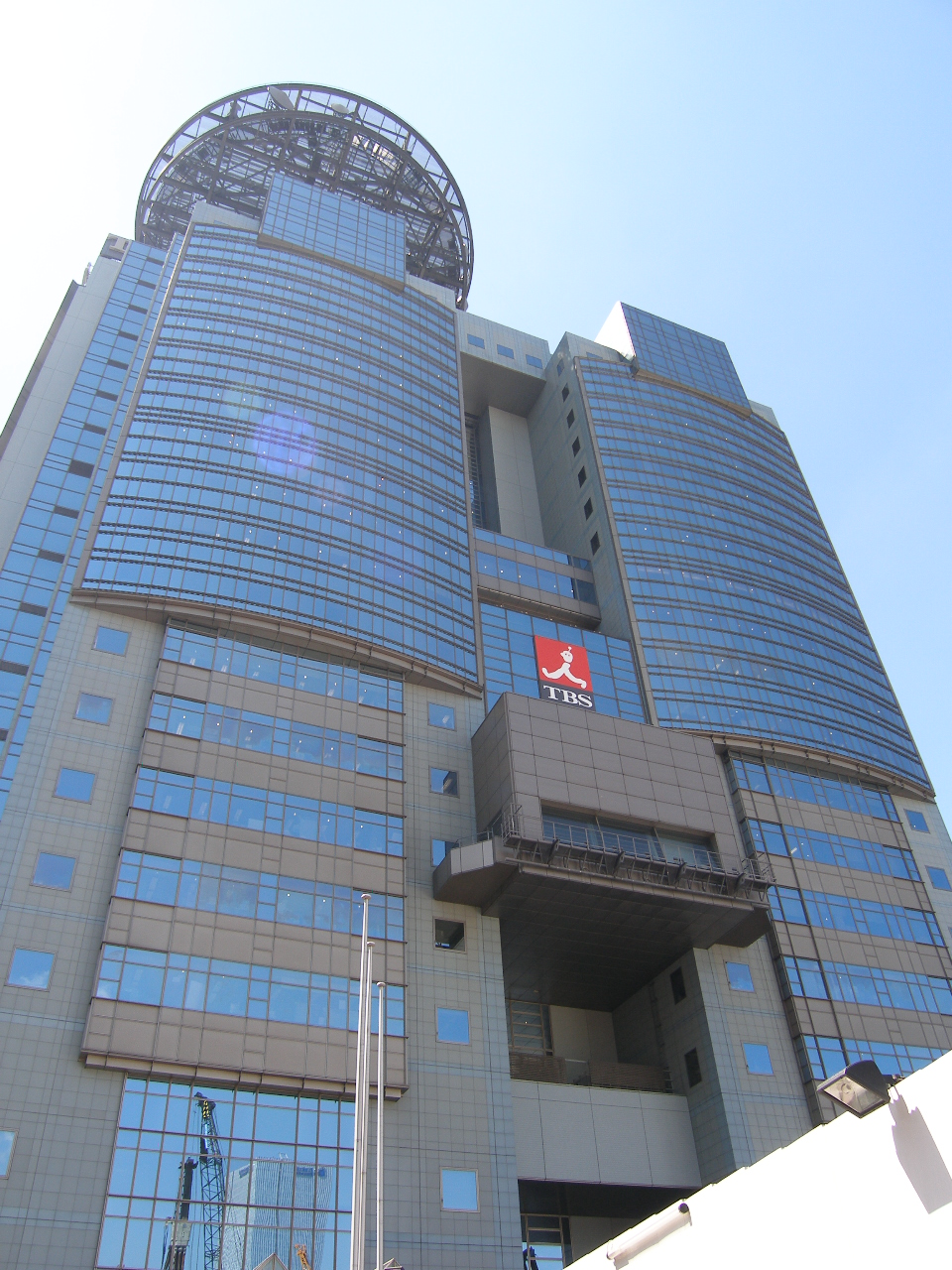
Edifício sede da TBS em Akasaka
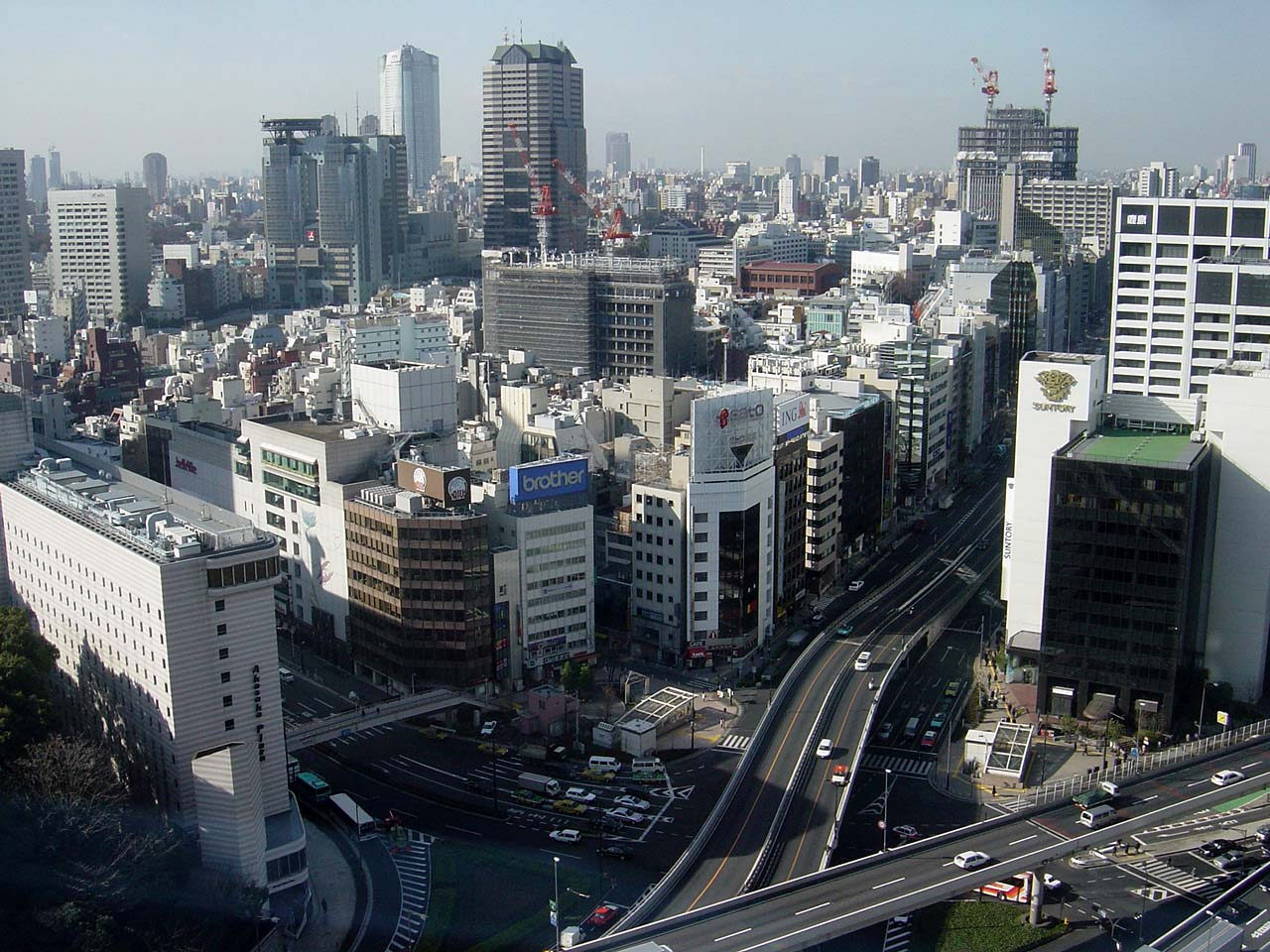
Vista aérea de Akasaka
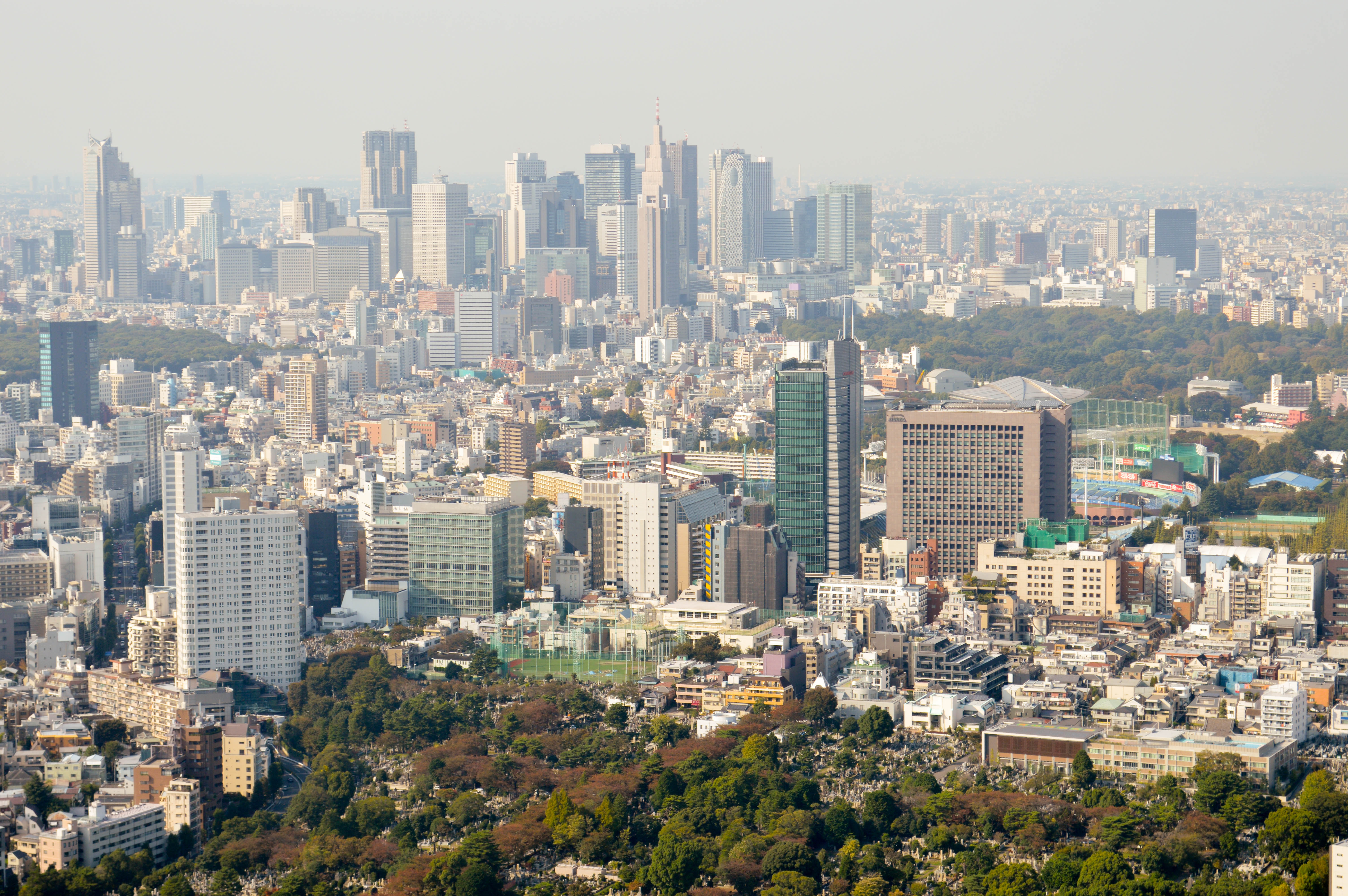
Vista aérea da região de Akasaka e Shinjuku
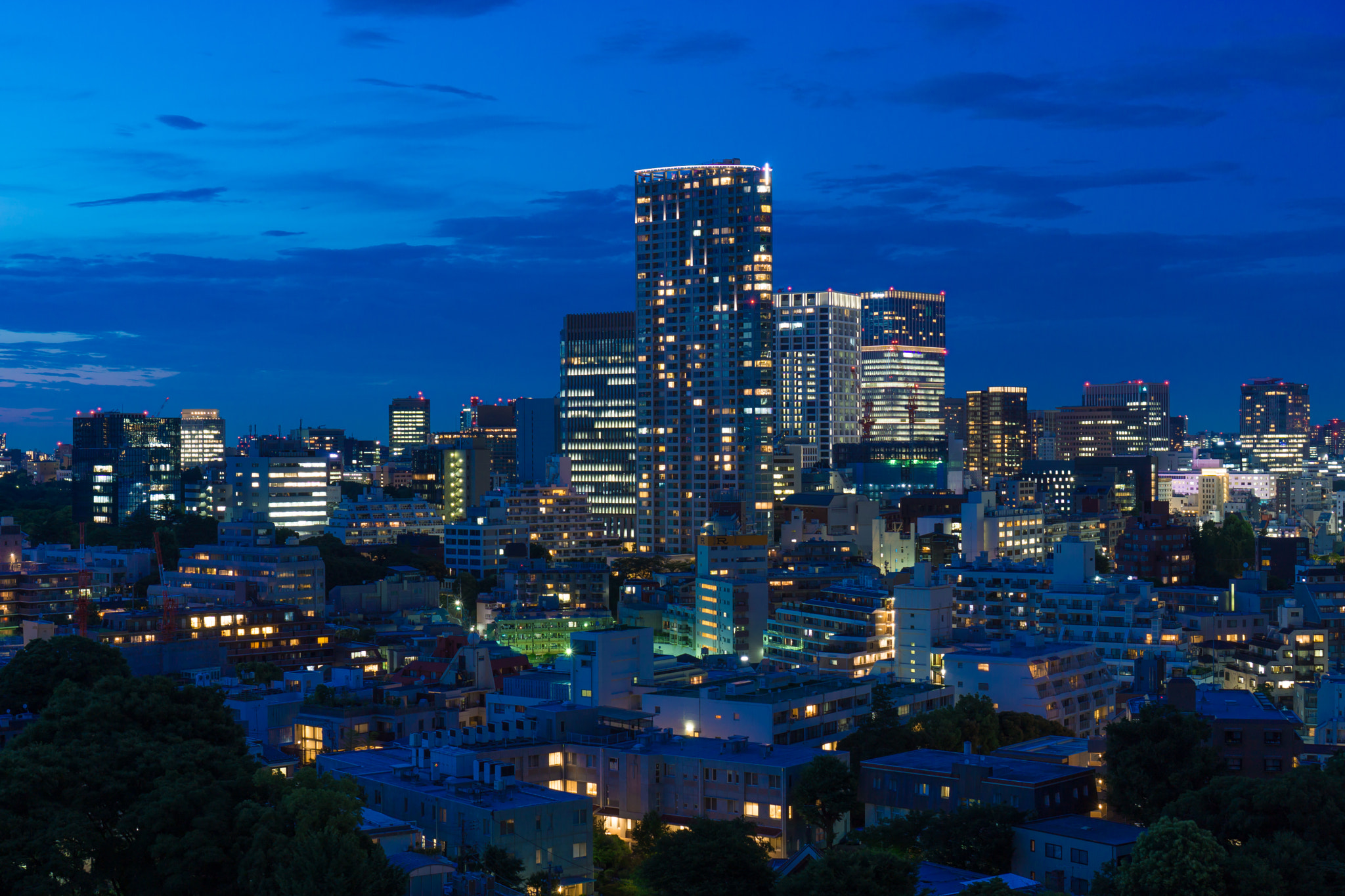
Vista aérea noturna da região de Akasaka